# Collyris mniszechi
Collyris mniszechi – gatunek chrząszcza z rodziny biegaczowatych, podrodziny trzyszczowatych i plemienia Collyridini.

## Taksonomia
Gatunek opisany został w 1864 roku przez Maximiliena Chaudoira i nazwany na cześć Georges'a Vandalina von Mniszecha.

## Opis
Duży biegaczowaty, długości od 20 do 24 mm. Całe ciało ma ciemnobrązowe z fioletowym połyskiem. Głowę ma szeroką i krótką o bardzo krótkim ciemieniu za oczami w widoku bocznym. Pokrywy niemal fioletowe, czasem lśniące. Ich urzeźbienie bardzo szorstkie, uformowane z poprzecznych głębokich zawirowań. Krętarze u samców są rude, zaś u samic ciemniejsze. Uda rude.

## Występowanie
Rzadki chrząszcz, będący endemitem Tajlandii. Znany z Doi Pui oraz Wiang Pa Pao na północy kraju.